# Kim van de Velde
Kim Behrens van de Velde(Bremen, 22 de setembro de 1992) é uma jogadora de vôlei de praia alemã, competindo nesta modalidade sagrou-se medalhista de prata na Letônia em 2020.

## Carreira
No ano de 2020, formava dupla com Cinja Tillmann e conquistaram a medalha de prata no Campeonato Europeu de Voleibol de Praia em Jūrmala.. Casou-se com o voleibolista Steven van de Velde.